# Ty Detmer
Ty Hubert Detmer (* 30. Oktober 1967 in San Marcos, Texas) ist ein ehemaliger US-amerikanischer American-Football-Spieler auf der Position des Quarterbacks. Er spielte College Football für die Brigham Young University und gewann 1990 die Heisman Trophy. Von 1992 bis 2005 spielte er für verschiedene Teams in der National Football League (NFL).

## Leben
Detmer spielte von 1987 bis 1991, ab 1989 in der Startaufstellung, College Football für die Cougars der Brigham Young University unter Cheftrainer LaVell Edwards, und gewann während dieser Zeit mit der Mannschaft drei Meisterschaften der Western Athletic Conference. Darüber hinaus wurde er 1990 mit der Heisman Trophy, dem Maxwell Award und dem Davey O’Brien Award ausgezeichnet. Ein Jahr später belegte er in der Heisman-Abstimmung den dritten Platz. Er erhielt außerdem 1991 zum zweiten Mal den Davey O’Brien Award sowie die Sammy Baugh Trophy als bester Passwerfer. Darüber hinaus wurde er sowohl 1990 als auch 1991 von verschiedenen Sportredaktionen zum All-American gewählt. Während seines Studiums, das er mit einem Abschluss in Freizeitmanagement beendete, trat er der Kirche Jesu Christi der Heiligen der Letzten Tage bei, in deren Trägerschaft sich die Brigham Young University befindet.
Im NFL Draft wurde er 1992 von den Green Bay Packers ausgewählt, für die er von 1992 bis 1995 als zweiter Quarterback nach Brett Favre spielte, jedoch kaum zum Einsatz kam. In den Jahren 1996 und 1997 spielte er für die Philadelphia Eagles, bei denen er nach einer Verletzung von Rodney Peete in die Startformation gelangte. Nachdem er 1998 für die San Francisco 49ers spielte und dort als zweiter Quarterback nach Steve Young fungierte, wechselte er bereits ein Jahr später zu den Cleveland Browns, bei denen er in den Jahren 1999 und 2000 aktiv war. Anschließend verbrachte er von 2001 bis 2003 drei Spielzeiten bei den Detroit Lions. Seine letzte Station in der NFL waren in den Jahren 2004 und 2005 die Atlanta Falcons, bei denen er jedoch als dritter Quarterback nach Michael Vick und Matt Schaub zu keinem Einsatz kam. In 14 Spielzeiten in der NFL spielte er in insgesamt 54 Spielen, davon in 25 in der Startaufstellung.
Nach dem Ende seiner Profilaufbahn war er bis 2009 bei der Firma Triton Financial Corporation beschäftigt. Von 2009 bis 2015 fungierte er als Football-Trainer einer Highschool-Mannschaft in Austin. Anschließend war er von Dezember 2015 bis November 2017 für zwei Spielzeiten als Offensive Coordinator und Quarterbacks-Coach an seiner Alma Mater tätig.
Ty Detmer ist verheiratet und Vater von vier Töchtern. Sein Bruder Koy Detmer spielte als Quarterback für die Colorado Buffaloes der University of Colorado at Boulder sowie in der NFL von 1997 bis 2006 für die Philadelphia Eagles und 2007 für die Minnesota Vikings.
Im Jahr 2012 wurde Ty Detmer in die College Football Hall of Fame aufgenommen.